# Iuliu Barátky
Gyula Barátky (en rumano: Iuliu Baratky; Nagyvárad, Imperio austrohúngaro; 14 de mayo de 1910-Bucarest, Rumania; 14 de abril de 1962) fue un futbolista rumano que jugó en la posición de delantero.

## Carrera

### Club
Inicio su carrera a nivel menor con el Stăruința Oradea, en el que jugó a nivel profesional en 1928, militando en cinco equipos de Rumania y dos de Hungría, teniendo sus mejores logros con el MTK Hungaria FC de Hungría con quien ganó la copa en 1932 y con el Rapid de Bucarest con el que fue campeón de copa nacional en seis ocasiones.
En los años 1940 se desempeñó con jugador-entrenador, esto hasta su retiro como futbolista en el RATA Târgu Mureș en 1948.

### Selección nacional
Jugó para Hungría y Rumania. Con Hungría jugó entre 1930 y 1933 en nueve partidos sin anotar goles; y con Rumania tuvo más éxito, formando parte de la selección entre 1933 y 1940 donde participó en 20 partidos y anotó 14 goles, y jugó en el mundial de fútbol de Francia 1938 en el que anotó un gol ante Cuba.

### Entrenador
Inició como jugador-entrenador en los años 1940 en las que ganó dos copas nacionales con el Rapid de Bucarest hasta que dejó de ser jugador en 1948. En ese año dirigió a Rumania para luego dirigir principalmente al FC Dinamo de Bucarest, equipo con el que ganó la copa nacional en 1959, dirigiendo hasta su muerte en 1962.

#### Equipos dirigidos
| Periodo   | Equipo                                 |
| --------- | -------------------------------------- |
| 1941–1945 | Rapid București (Jugador/Entrenador)   |
| 1946–1947 | Libertatea Oradea (Jugador/Entrenador) |
| 1947–1949 | RATA Târgu Mureș (Jugador/Entrenador)  |
| 1948      | Rumania                                |
| 1949–1951 | FC Universitatea Cluj                  |
| 1952–1953 | Dinamo București                       |
| 1954      | Progresul Oradea                       |
| 1957–1959 | Dinamo București                       |
| 1959–1962 | Dinamo București (entrenador juvenil)  |

## Logros

### como jugador
- Magyar Kupa (1): 1931–32
- Cupa României (6): 1936–37, 1937–38, 1938–39, 1939–40, 1940–41, 1941–42

### como entrenador
- Cupa României (3): 1940–41, 1941–42, 1958–59